# Dragojna
Dragojna (bulgariska: Драгойна) är ett berg i Bulgarien.   Det ligger i regionen Plovdiv, i den centrala delen av landet, 180 km sydost om huvudstaden Sofia. Toppen på Dragojna är 554 meter över havet, eller 12 meter över den omgivande terrängen. Bredden vid basen är 0,17 km.
Terrängen runt Dragojna är kuperad åt sydväst, men åt nordost är den platt. Runt Dragojna är det ganska tätbefolkat, med 58 invånare per kvadratkilometer.. Närmaste större samhälle är Mineralni Bani, 9,8 km sydost om Dragojna.
Trakten runt Dragojna består till största delen av jordbruksmark.